# Offenbach am Main
Offenbach am Main (letteralmente: "Offenbach sul Meno") è una città extracircondariale della Germania (Assia) di 134 170 abitanti (31-12-2022).
È situata nell'area metropolitana Reno-Meno, è confinante con Francoforte. Il centro cittadino dista appena sei chilometri dal centro di Francoforte e le due zone urbane sono contigue. Altre città vicine sono: Magonza (Mainz) e Wiesbaden, la capitale dell'Assia, situate circa 35 km ad ovest; Hanau, ca. 10 km ad est e Darmstadt, 30 km a sud-ovest.
Fino al 1980 la città era universalmente famosa per i suoi Pfeffernuss, dolcetti speziati, andati poi in disuso.

## Storia
Durante alcuni scavi archeologici nei quartieri cittadini sono stati scoperti dei reperti risalenti all'età della pietra, e già in epoca romana la zona era attraversata da una via di comunicazione che portava su un ponte presso Bürgel, per poi raggiungere l'attuale Steinheim. In epoca romana la zona era sotto la giurisdizione della Civitas Auderiensium nella provincia romana della Germania superiore.

La prima testimonianza documentata del sobborgo risale al 770; mentre in un documento dell'imperatore del Sacro Romano Impero Ottone II di Sassonia, del 977 appare la prima menzione del nome della città Offenbach. Nel corso del Medioevo Offenbach fu dominio di diversi signori locali, e soltanto nel 1486 la città finì sotto la giurisdizione del conte Ludovico II di Isenburg, e nel 1556 il conte Reinardo di Isenburg elesse la località come sua dimora di residenza, commissionando la costruzione dell'Isenburger Schloss, completato nel 1559. Nel 1635 la città fu assegnata al Langraviato d'Assia-Darmstadt, tuttavia nel 1642 tornò sotto la giurisdizione dei conti di Isenburg.

## Geografia fisica
Offenbach è situata sulla sponda meridionale del Meno presso un'ansa del fiume: di fronte sulla sponda opposta ci sono i quartieri di Francoforte di Ostend, porto fluviale della città, e Fechenheim. 
A Ovest confina con i quartieri meridionali di Francoforte di Oberrad e l'antico quartiere Sachsenhausen. 
Offenbach è circondata da foreste a Sud e a Est, si estende tra i 97 metri s.l.m. - il livello del fiume - e 166 metri nei quartieri meridionali. Il punto centrale intorno a cui si è sviluppato il centro urbano era originariamente un castello presso l'argine del fiume, detto Isenburger Schloss. Si trattava di un punto di frontiera tra le città principali dell'area. 
Le zone confinanti a Nord-Est e a Est sono territori appartenenti alle città di Maintal e Mühlheim. I centri meridionali di Obertshausen, Heusenstamm e Neu-Isenburg dipendono dal distretto territoriale di Offenbach.

## Economia
La città è un importante centro di industria, servizi e fiere. È conosciuta per la Fiera del cuoio (Lederwarenmesse), come sede del Servizio meteorologico tedesco (Deutscher Wetterdienst).

## Infrastrutture e trasporti
Offenbach è servita dalla rete ferroviaria suburbana detta S-Bahn Reno-Meno, un sistema di trasporto efficiente che collega le città dell'area urbana tra loro e direttamente con il centro di Francoforte.

## Amministrazione

### Gemellaggi
- Puteaux, dal 1955
- Esch-sur-Alzette, dal 1956
- Mödling, dal 1956
- Saint-Gilles, dal 1956
- Tower Hamlets, dal 1956
- Zemun, dal 1956
- Velletri, dal 1957
- Kawagoe, dal 1983
- Rivas, dal 1988
- Orël, dal 1988
- Kőszeg, dal 1995
- Yangzhou, dal 1997

## Sport

### Calcio
Il Kickers Offenbach è la società calcistica cittadina. Attualmente milita in Regionalliga, la quarta serie del calcio tedesco.